# 卡林加斯塔縣

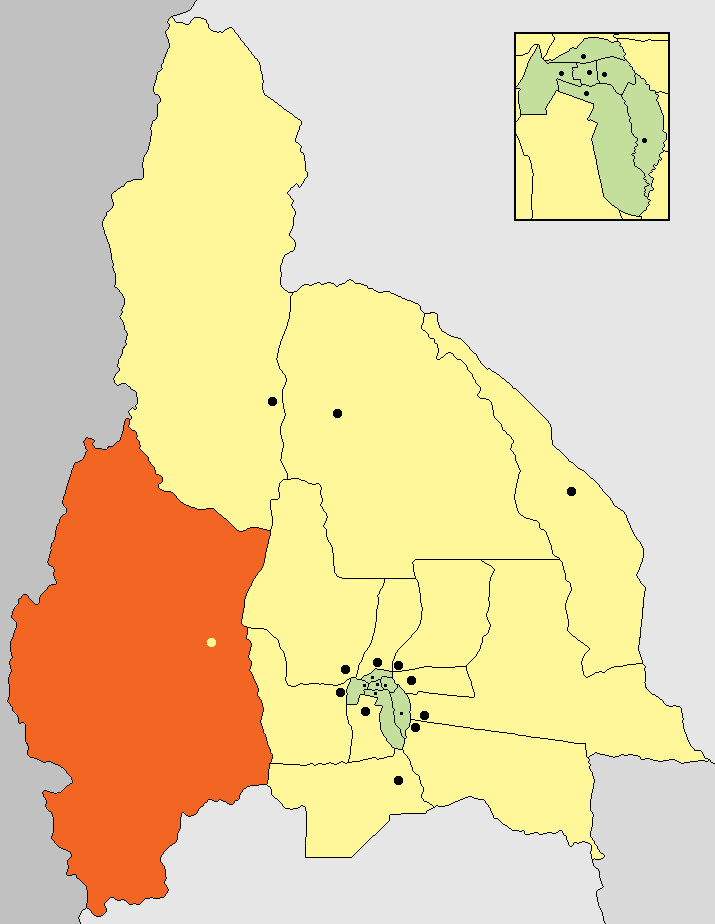

卡林加斯塔縣（西班牙語：Departamento Calingasta），是阿根廷的縣份，位於該國西北部聖胡安省，首府設於坦貝里亞斯，始建於1869年12月17日，面積22平方公里，2010年8,588，人口密度每平方公里0.38人。
31°22′S 69°30′W / 31.367°S 69.500°W